# Myrmoteras
Myrmoteras is een geslacht van mieren uit de onderfamilie van schubmieren (Formicinae). De wetenschappelijke naam is in 1893 gepubliceerd door Auguste Forel. De typesoort is de soort die Forel in zijn artikel beschreef,  Myrmoteras binghami. Ze is genoemd naar een majoor Bingham die het dier had verzameld in Burma in de regio Tenasserim.
Myrmoteras is het enige geslacht in de geslachtengroep Myrmoteratini.  Ze komt voor in tropisch Azië: zuidelijk India, Sri Lanka, Myanmar, Vietnam, Thailand, het Maleisisch Schiereiland en de eilanden van de Indische Archipel. Het zijn vrij zeldzame mieren, gekenmerkt door een vreemde vorm van het hoofd, grote ogen en zeer lange mandibels. Ze behoren tot de meest bizarre mieren die er bestaan.
Mark W. Moffatt deelde het geslacht in 1985 op in twee ondergeslachten: Myrmoteras sensu stricto en Myagroteras.

## Soorten
Tot Myrmoteras sensu stricto behoren:
- Myrmoteras barbouri Creighton, 1930.
- Myrmoteras baslerorum Agosti, 1992
- Myrmoteras binghamii Forel, 1893
- Myrmoteras brachygnathum Moffett, 1985
- Myrmoteras ceylonicum Gregg, 1956
- Myrmoteras iriodum Moffett, 1985
- Myrmoteras mjoebergi Wheeler, in Creighton 1930
- Myrmoteras scabrum Moffett, 1985

Tot Myagroteras Moffett, 1985 behoren:
- Myrmoteras arcoelinae Agosti, 1992
- Myrmoteras bakeri Wheeler, 1919
- Myrmoteras brigitteae Agosti, 1992
- Myrmoteras chondrogastrum Moffett, 1985
- Myrmoteras cuneonodum Xu, 1998
- Myrmoteras danieli Agosti, 1992
- Myrmoteras diastematum Moffett, 1985
- Myrmoteras donisthorpei Wheeler, 1916
- Myrmoteras elfeorum Agosti, 1992
- Myrmoteras estrudae Agosti, 1992
- Myrmoteras glabrum Zettel & Sorger, 2011
- Myrmoteras indicum Moffett, 1985
- Myrmoteras insulcatum Moffett, 1985
- Myrmoteras ivani Agosti, 1992
- Myrmoteras jacquelineae Agosti, 1992
- Myrmoteras karnyi Gregg, 1985
- Myrmoteras marianneae Agosti, 1992
- Myrmoteras maudeae Agosti, 1992
- Myrmoteras mcarthuri Zettel & Sorger, 2011
- Myrmoteras morowali Moffett, 1985
- Myrmoteras nicoletteae Agosti, 1992
- Myrmoteras susanneae Agosti, 1992
- Myrmoteras tonboli Agosti, 1992
- Myrmoteras toro Moffett, 1985
- Myrmoteras williamsi Wheeler, 1919
- Myrmoteras wolasi Moffett, 1985

In 2013 beschreven Viet Tuan Bui, Katsuyuki Eguchi en Seiki Yamane vijf nieuwe soorten die tot het ondergeslacht Myrmoteras behoren:
- Myrmoteras concolor Bui, Eguchi & Yamane, 2013
- Myrmoteras jaitrongi Bui, Eguchi & Yamane, 2013
- Myrmoteras namphuong Bui, Eguchi & Yamane, 2013
- Myrmoteras opalinum Bui, Eguchi & Yamane, 2013
- Myrmoteras tomimasai Bui, Eguchi & Yamane, 2013